# Spells
Spells è il secondo libro di una saga di quattro di Aprilynne Pike pubblicato negli Stati Uniti nel maggio 2010, uscito in Italia l'8 marzo 2011.

## Trama
Laurel inizia il suo secondo anno scolastico a Crescent City, ma stavolta è diverso.
Infatti, la consapevolezza di essere una fata comporta nuove responsabilità per Laurel, in primis verso il suo regno di Avalon.
Laurel decide di frequentare l'Accademia della magia per affinare le sue arti magiche, così da poter essere in grado di difendere il regno.
Jeremiah Barnes vuole vendicarsi e si appresta ad attaccare i cancelli del regno con il suo esercito di troll.
Ancora una volta, Laurel è chiamata ad una scelta difficile tra i due ragazzi della sua vita: David e Tamani.